# آراکانی
آراکانی (به لاتین: Arakani) یک منطقهٔ مسکونی در روسیه است که در داغستان واقع شده‌است.